# 汤寿铭
汤寿铭，湖南益阳人，清朝政治人物。
監生出身。曾國藩幕僚。1886年，接替邵友濂任苏松道道员一职，1886年由龚煦瑗接任。光绪二十八年六月二十三，由安徽布政使调任廣西布政使。光绪二十九年闰五月十三日（1903年7月7日），革职（吏治废驰日）。